# Venus and Mars
Venus and Mars är ett musikalbum från 1975 av den brittiska rockgruppen Wings. Medieresponsen till Venus and Mars var god och skivan sågs som ett album i samma anda som föregångaren Band on the Run. 
På detta album spelar två versioner av Wing; tre låtar är inspelade med trummisen Geoff Britton, medan det är Joe English som spelar på övriga. Dessutom hade gitarristen Jimmy McCulloch anslutit sedan förra skivan.
Tre singlar släpptes från albumet: "Listen to What the Man Said" med B-sidan "Love in Song", Letting Go" med "You Gave Me the Answer" på baksidan, samt "Venus and Mars/Rock Show" med "Magneto and Titanium Man" som B-sida.

## Låtlista
Alla låtar skrivna av McCartney om inget annat anges.
1. "Venus and Mars"
2. "Rock Show"
3. "Love in Song"
4. "You Gave Me the Answer"
5. "Magneto and Titanium Man" 
  - Paul var vid denna tid mycket förtjust i Marvels serietidningar och skrev denna låt om tre av deras superskurkar. (Även Crimson Dynamo nämns.)
6. "Letting Go"
7. "Venus and Mars (Reprise)"
8. "Spirits of Ancient Egypt" 
  - Sjungs till större delen av Denny Laine.
9. "Medicine Jar" - (McCulloch/Allen)
  - Sjungs av Jimmy McCulloch och skrevs tillsammans med tidigare Stone the Crows-kollegan Colin Allen.
10. "Call Me Back Again"
11. "Listen to What the Man Said"
12. "Treat Her Gently-Lonely Old People"
13. "Crossroads Theme" - (Hatch)
  - Ett litet brottstycke ur temat till såpoperan Crossroads.

Senare versioner på CD har lagt till bonuslåtar. 

## Listplaceringar
| Lista (1975)   | Position            |
| -------------- | ------------------- |
| Danmark        | 3 (DR "Top 20")     |
| Finland        | 12                  |
| Frankrike      | 1                   |
| Japan          | 9 (Oricon)          |
| Kanada         | 1 (RPM)             |
| Nederländerna  | 5                   |
| Norge          | 1 (VG-lista)        |
| Nya Zeeland    | 1                   |
| Storbritannien | 1 (UK Albums Chart) |
| Sverige        | 3 (Kvällstoppen)    |
| USA            | 1 (Billboard 200)   |
| Västtyskland   | 11                  |